# Shadowrun
Shadowrun är ett cyberpunk-rollspel av amerikanska FASA Corporation släppt 1989.

## Miljö
Spelet är i princip unikt i att det blandar science fiction och fantasy. Grunden är de klassiska elementen från cyberpunk: en högteknlogisk, post-apokalyptisk framtid där internationella bolag styr världen från skymundan. Världens regeringar har reducerats till nicke-dockor. Därtill blandas de klassiska elementen från fantasy: magi, drakar och olika raser som till exempel orcher och alver.

## Datorspel
Ett flertal datorspel har utvecklats baserat på Shadowrun-miljön.
I urval:
- 1993 - Shadowrun (SNES)
- 1994 - Shadowrun (Sega Mega Drive)
- 2013 - Shadowrun Returns
- 2014 - Shadowrun Online (bytte namn till Shadowrun Chronicles)